# 빛을 보았다
《빛을 보았다》(영어: I Saw the Light)는 컨트리 음악의 거성 행크 윌리엄스를 다룬 2015년 미국의 전기 드라마 영화이다. 콜린 에스컷 등이 저술한 윌리엄스의 전기 《행크 윌리엄스 전기》(Hank Williams: The Biography)에 기반하여 마크 에이브러햄이 연출하였고, 행크 윌리엄스 역을 톰 히들스턴이 연기한다. 제목은 행크 윌리엄스의 동명의 곡 제목에서 따왔다.

## 출연진
- 톰 히들스턴 - 행크 윌리엄스
- 엘리자베스 올슨 - 오드리 셰퍼드 윌리엄스
- 체리 존스 - 릴리 스키퍼 윌리엄스
- 브래들리 휫퍼드 - 프레드 로즈
- 매디 해슨 - 빌리 진
- 렌 슈밋 - 보비 젯
- 데이비드 크럼홀츠 - 제임스 돌런
- 조시 페이스